# وروا اکتیوجت
وروا اکتیوجت (انگلیسی: Verva ActiveJet) یک تیم دوچرخه‌سواری در کشور لهستان بود.
این تیم در سال ۲۰۱۴ تأسیس و در سال ۲۰۱۶ منحل شده‌است.